# Radu Florescu
Radu Florescu (Bucarest, 23 ottobre 1925 – Mougins, 18 maggio 2014) è stato uno storico rumeno, professore emerito al Boston College.

## Biografia
Le sue opere su Vlad III sono state dei successi editoriali libri scritti assieme al collega Raymond T. McNally. Direttore dell'East European Research Center del Boston College, Florescu fu filantropo e consigliere di Edward Kennedy sui Balcani e gli affari dell'Europa orientale. All'epoca della sua morte, Radu Florescu è stato considerato il patriarca della Famiglia Florescu.